# Athigatta, Channagiri
Athigatta là một làng thuộc tehsil Channagiri, huyện Davanagere, bang Karnataka, Ấn Độ.